# Mihály Csokonai Vitéz
Mihály Csokonai Vitéz (ur. 17 listopada 1773, zm. 28 stycznia 1805) – węgierski poeta okresu oświecenia.
Od urodzenia związany z Debreczynem, pochodził z zubożałej rodziny szlacheckiej. Csokonai od wczesnych lat interesował się poezją – chciał, by zapewniła mu ona dostatnie życie. Wybitnie uzdolniony uczeń kolegium kalwińskiego w Debreczynie, znał wiele języków, już w wieku 11 lat zaczął interesować się poezją (był członkiem koła samokształceniowego poświęconego literaturze) – w efekcie po zakończeniu szkoły powierzono mu prowadzenie lekcji w klasie poezji.
W II połowie lat 90. wędrował po Węgrzech szukając mecenasa, jednak w 1800 r. wrócił do Debreczyna (nie udało mu się opublikować swoich utworów).
Csokonai był autorem różnych utworów – pisał liryki miłosne (np. cykl Wiersze do Lilly), ody, bajki, pieśni anakreońskie czy wiersze o tematyce społecznej. W 1795 r. zaczął pisać (niedokończony) dramat pt. Smutny Tempeüyfi czyli głupi ten, kto chce być poetą na Węgrzech – utwór w znacznej mierze autobiograficzny, ukazujący świat obojętny na kulturę.